# Green Burn (Bigholms Burn)
Der Green Burn, der in seinem Oberlauf auch als Green Cleuch heißt, ist ein Wasserlauf in Dumfries and Galloway, Schottland. Er entsteht südlich des Raes Knowes und fließt in östlicher Richtung, bis er bei seinem Zusammenfluss mit dem Glentemont Burn den Bigholms Burn bildet.